# Стражевы
Стражевы — дворянский род.
Михайло Стражев в службу вступил в 1766 году. 20.12.1784 произведён Надворным Советником, и находясь в сем чине, 4.03.1792 пожалован на дворянское достоинство Дипломом, с коего копия хранится в Герольдии.

## Описание герба
Щит разделён диагональною чертою с правого верхнего угла к левому нижнему, и имеет верхнее поле
красное, а нижнее золотое, в которых изображён переменного с полями цвета Страж, держащий в правой
руке копьё концом вниз обращённое, а в левой щит золотой.
Щит увенчан дворянскими шлемом и короной. Нашлемник: три страусовых пера. Намёт на щите красный, подложенный золотом. Герб Стражева внесён в Часть 1 Общего гербовника дворянских родов Всероссийской империи, стр. 130.